# Guillaume Monod
Pour les articles homonymes, voir Monod.
Guillaume Monod, né le 10 mars 1800 à Copenhague (Danemark) et mort le 22 janvier 1896 à Paris, est un pasteur protestant réformé. Personnalité contrastée, il est très actif pendant ses ministères en France, en Suisse et en Algérie, et l'auteur de très nombreuses publications dans les domaines de la théologie et de la pastorale.
Cependant, sa santé mentale reste fragile tout au long de sa vie : il est à plusieurs reprises sujet à des hallucinations, convaincu d'être le Christ. Il fonde l'Église réformée nouvelle qui attire quelques centaines de disciples. En 1907, Gabriel Revault d'Allonnes lui consacre sa thèse de médecine, intitulée Psychologie d'une religion : Guillaume Monod (1800-1896).
Nadar réalise plusieurs portraits de lui.

## Biographie
Issu d'une illustre famille protestante d'origine suisse, Guillaume est le cinquième des douze enfants de Joël Jean Gérard Monod (1765-1836), pasteur de l'Église française de Copenhague et de Louise Philippine De Coninck (1775-1851). Il est surnommé Billy. Trois de ses frères et lui-même, sont pasteurs de l'Église réformée de France. Après des études classiques à Paris où son père avait été appelé à l'Oratoire du Louvre, il étudie la théologie à Genève (Suisse), il part ensuite pour Naples (Italie) avec son frère Adolphe Monod et dessert la communauté protestante française de 1826 à 1828. 
Il est nommé pasteur de l'Église réformée de France à Saint-Quentin. Une voix lui ayant révélé qu'il était le Christ, il l'annonce à sa famille et à ses paroissiens, ce qui entraîne son internement de 1832 à 1836. Sa voix lui ayant finalement commandé de dissimuler provisoirement sa nature divine, il est libéré et se réfugie à Genève où il vit de divers travaux pendant dix ans, tout en animant à son domicile une petite communauté de disciples. En 1846, il obtient un poste de pasteur à Lausanne (Suisse), se consacre à la défense de la liberté religieuse et fonde une revue, L'Ami des affligés. Mais il est révoqué par le Conseil d'État du canton de Vaud en 1848, en raison de son soutien aux chrétiens séparés de l'État et persécutés par ce dernier.
Le poste pastoral d'Alger étant vacant depuis près de deux ans faute de candidats, Horace Monod, pasteur à Marseille, recommande son frère Guillaume. Sollicité par le consistoire d'Alger, Guillaume Monod pose sa candidature et est élu le 30 mai 1849 pasteur et président du consistoire d'Alger. Il reste au temple protestant d'Alger jusqu'en 1853. Pasteur revivaliste, président de consistoire courageux et actif, il obtient la création de trois postes pastoraux à Bône (luthérien), à Alger (adjoint réformé) et à Oran (adjoint réformé) et fonde avec le pasteur luthérien Jacques Timothée Dürr l'orphelinat protestant de Dely Ibrahim. Durant ce ministère algérien ne fait pas état de sa conviction d'être le Messie.
Souffrant d'une grave ophtalmie, il retourne en métropole pour occuper le poste de pasteur de l'Oratoire du Louvre à Paris de 1854 à 1874, d'abord comme suffragant de son frère Adolphe, puis du pasteur Henri François Juillerat. Il est titulaire en janvier 1865.
En 1872, il proclame à nouveau être le Christ et déclare à un membre de sa famille : « Je t'affirme que depuis l'an 1833, c'est-à-dire depuis 42 ans, je n'ai jamais cessé, même pendant une seconde, d'avoir l'assurance que je suis le Christ ». Il est contraint à la démission en 1874. Entraînant avec lui une centaine de fidèles et six pasteurs réformés, il fonde alors l'Église réformée nouvelle et développe dans de nombreux ouvrages une théologie originale, fondée sur le salut universel et la résurrection-réincarnation. Il publie une revue mensuelle : L'Église réformée nouvelle. Après son décès à Paris, le 22 janvier 1896, cette Église lui survit jusqu'à la Première Guerre mondiale. Courant 1877, il écrit : « Je n'ai pas touché à la Bible, je n'ai pas touché à l'Évangile, je n'en ai rien ébranlé, j'ai seulement touché à la théologie, ce qui est bien autre chose ».
Guillaume Monod s'est marié deux fois, le 1er novembre 1831 à Prilly (Canton de Vaud), avec Sophie Peschier-Vieusseux (1802-1848), puis le 14 juillet 1851 à Marseille, avec Nina Lauront (1812-1880) et n'a pas d'enfant.

## Publications
Ses principaux ouvrages sont :
- La Bible sans voile. Résumé de l'enseignement de G. Monod, Genève, 1844,
- Instructions adressées aux protestants d'Afrique par l'un de leurs pasteurs, Alger, Imprimerie du Gouvernement, 1852,
- Le pasteur. Discours prononcé à l'occasion de la consécration de William Monod, Paris, Ch. Meyrueis, 1864,
- Vues nouvelles sur le christianisme, Paris, E. Thorin, 1872,
- L'apocalypse expliqué par Guillaume Monod, Paris, Sandoz et Fischbacher, 1874,
- Première lettre du Christ à son Église, Genève, Taponier et Studer, 1874,
- Le Christ rejeté par son Église, Paris, Librairies protestantes, 1876,
- Le salut universel par l'évangile, Paris, Librairies protestantes, 1876.
- Le testament d'un pasteur. Lettre à l'Église réformée de Paris, Paris, Librairies protestantes, 1877.